# 索恩河畔乌鲁
索恩河畔乌鲁（法語：Ouroux-sur-Saône，法語發音：[uʁu syʁ son]）是法国勃艮第-弗朗什-孔泰大區索恩-卢瓦尔省的一个市镇，属于卢昂区。 

## 地理
索恩河畔乌鲁（46°43'19"N, 4°57'15"E）面积22.62 平方千米，位于法国勃艮第-弗朗什-孔泰大區索恩-卢瓦尔省，该省份为法国中部省份，北起顺时针与科多尔省、汝拉省、安省、罗讷省、卢瓦尔省、阿列省和涅夫勒省接壤。
与索恩河畔乌鲁接壤的市镇（或旧市镇、城区）包括：埃佩尔旺、馬爾奈、布雷斯地区圣克里斯托夫、圣日耳曼迪普兰、大瓦雷讷。
索恩河畔乌鲁的时区为UTC+01:00、UTC+02:00（夏令时）。

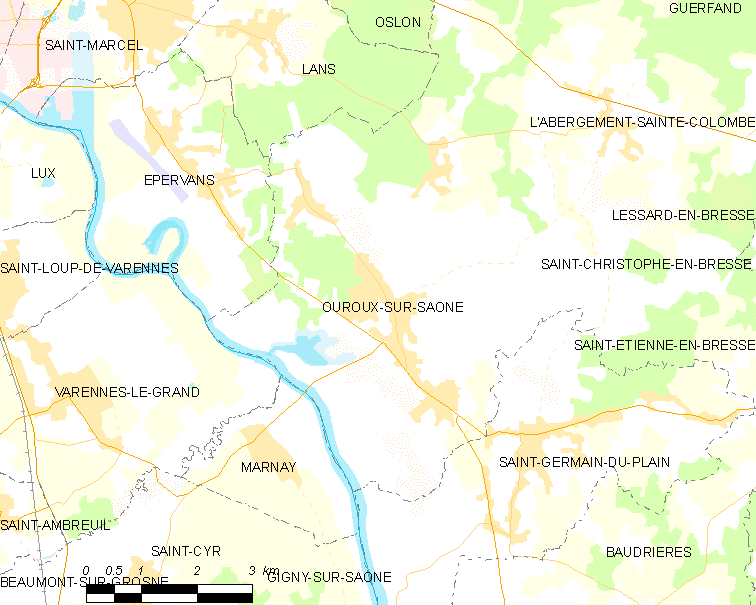
索恩河畔乌鲁的OSM定位图

## 行政
索恩河畔乌鲁的邮政编码为71370，INSEE市镇编码为71336。

## 政治
索恩河畔乌鲁所属的省级选区为索恩河畔乌鲁县。

## 人口

1962-2008年间索恩河畔乌鲁人口变化图示

索恩河畔乌鲁于2022年1月1日时的人口数量为3183人。